# Іщенко Микола Анатолійович
Мико́ла Анато́лійович І́щенко (нар. 9 березня 1983, Київ, Українська РСР, СРСР) — український футболіст, центральний захисник. Віце-чемпіон Європи 2006 року серед молодіжних команд. Зіграв один матч за національну збірну України. Увійшов до символічної збірної «Карпат» часів незалежності. По завершенні ігрової кар'єри — футбольний тренер.

## Кар'єра
Вихованець київської ДЮСШ-15. Перший тренер — Олександр Пасєка. У дитячо-юнацькій футбольній лізі України виступав за «Княжа» і київську ДЮСШ-15.
У 2000 році перейшов у львівські «Карпати». Виступав за фарм-клуби — «Карпати-2», «Карпати-3». Першу гру за основну львівську команду провів 10 червня 2001 року у Маріуполі проти місцевого «Металурга» (2:0). З сезону 2004/05 став основним гравцем команди. Попри молодий вік був капітаном львівських «Карпат» у 2006—2008 рр. і одним з основних гравців команди. У сезоні 2005/06 разом з «Карпатами» став срібним призером Першої ліги України, що дозволило команді повернутись в Вищу лігу України.

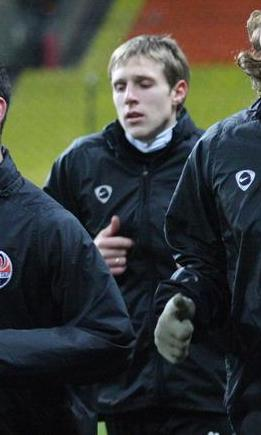
Микола Іщенко під час виступів за «Шахтар». 2009 рік.

22 травня 2008 року підписав контракт з донецьким «Шахтарем». Донеччани отримали 60 % прав на захисника, заплативши 3 млн доларів.. У сезоні 2008/09 разом з командою виграв Кубок УЄФА. У чемпіонаті України «Шахтар» посів друге місце, поступившись київському «Динамо». У Кубку України команда дійшла до фіналу, де поступилася полтавській «Ворсклі». У сезоні 2009/10 «Шахтар» став чемпіоном України, а у наступному сезоні 2010/11 «Шахтар» отримав золотий дкбль, вигравши і Кубок України. Всього за три сезони Іщенко зіграв за «гірників» 58 матчів в усіх турнірах (25 у Прем'єр-лізі, 7 у Кубку України, 7 у Лізі чемпіонів і 9 у Лізі Європи).
У літнє міжсезоння 2011 року через відсутність постійної ігрової практики у донецькому «Шахтарі» перейшов на правах оренди в маріупольський «Іллічівець», який на той час очолив Валерій Яремченко. В «Іллічівці» майже відразу став основним гравцем і провів три з половиною сезони.
На початку 2015 року підписав контракт з харківським «Металістом». У складі команди до кінця сезону провів 10 матчів у чемпіонаті.
У червні 2015 року поїхав на перегляд в донецький «Металлург», але через деякий час «Металург» оголосив себе банкрутом і вакантне місце в Прем'єр-лізі України посіла дніпродзержинська «Сталь». Куди і перейшов Микола Іщенко, взявши собі 32-й номер. У складі нової команди дебютував у грі першого туру чемпіонату України 2015/16 проти київського «Динамо». Іщенко відіграв весь матч, проте за гру рукою у своєму штрафному майданчику заробив пенальті та вилучення, через що «Сталь» програла з рахунком 1:2.
З 2021 року — гравець клубу «Лівий берег» (Київ), а у першій половині 2023 року виступав за аматорський «Штурм» (Іванків).

## Виступи за збірну
У 2003—2006 роках регулярно виступав за молодіжну збірну України, у складі якої 2006 року став віце-чемпіоном Європи.
Зіграв один матч за національну збірну України в 2011 році проти збірної Франції (1:4).

## Тренерська кар'єра
Влітку 2023 року увійшов до тренерського штабу Юрія Максимова у «Звягелі», а вже у вересні разом із головним тренером перейшов у вищоліговий «Дніпро-1».

## Статистика клубних виступів
| Сезон     | Клуб                     | Ліга         | Чемпіонат | Чемпіонат | Кубок | Кубок |
| Сезон     | Клуб                     | Ліга         | Ігри      | Голи      | Ігри  | Голи  |
| --------- | ------------------------ | ------------ | --------- | --------- | ----- | ----- |
| 2000—2001 | «Карпати» (Львів)        | Вища ліга    | 1         | 0         | 0     | 0     |
| 2000—2001 | «Карпати-2» (Львів)      | Друга ліга   | 23        | 0         | 0     | 0     |
| 2001—2002 | «Карпати» (Львів)        | Вища ліга    | 6         | 0         | 0     | 0     |
| 2001—2002 | «Карпати-2» (Львів)      | Перша ліга   | 9         | 0         | 0     | 0     |
| 2001—2002 | «Карпати-3» (Львів)      | Друга ліга   | 11        | 0         | 0     | 0     |
| 2002—2003 | «Карпати» (Львів)        | Вища ліга    | 3         | 0         | 0     | 0     |
| 2002—2003 | «Карпати-2» (Львів)      | Перша ліга   | 25        | 0         | 0     | 0     |
| 2002—2003 | «Карпати-3» (Львів)      | Друга ліга   | 1         | 0         | 0     | 0     |
| 2003—2004 | «Карпати» (Львів)        | Вища ліга    | 14        | 0         | 0     | 0     |
| 2003—2004 | «Карпати-2» (Львів)      | Перша ліга   | 16        | 0         | 0     | 0     |
| 2004—2005 | «Карпати» (Львів)        | Перша ліга   | 23        | 0         | 3     | 0     |
| 2005—2006 | «Карпати» (Львів)        | Перша ліга   | 27        | 4         | 6     | 0     |
| 2006—2007 | «Карпати» (Львів)        | Вища ліга    | 24        | 1         | 1     | 0     |
| 2007—2008 | «Карпати» (Львів)        | Вища ліга    | 26        | 0         | 0     | 0     |
| 2008—2009 | «Шахтар» (Донецьк)       | Прем'єр-ліга | 13        | 0         | 2     | 0     |
| 2009—2010 | «Шахтар» (Донецьк)       | Прем'єр-ліга | 12        | 0         | 3     | 0     |
| 2010—2011 | «Шахтар» (Донецьк)       | Прем'єр-ліга | 10        | 0         | 2     | 0     |
| 2011—2012 | «Іллічівець» (Маріуполь) | Прем'єр-ліга | 21        | 0         | 0     | 0     |

## Досягнення
- Чемпіон України: 2010, 2011
- Володар кубка України: 2011
- Володар Суперкубка України: 2008, 2010
- Володар Кубка УЄФА (1): 2008/09
- Срібний призер молодіжного чемпіонату Європи (1): 2006
- Кавалер ордена «За мужність» III ступеня (2009 рік)[8]